# Białka wierzbówka
Białka wierzbówka (Leucoma salicis syn. Stilpnotia salicis) – gatunek motyla z rodziny mrocznicowatych i podrodziny brudnicowatych. Skrzydła o rozpiętości 35-45(50) mm, białe.
Owady dorosłe można spotkać w drugiej połowie czerwca i lipcu. Samice składają jaja na pniach lub spodniej stronie liści i przykrywają pianową wydzieliną tężejącą na powietrzu. Gąsienice białki wierzbówki są silnie owłosione, na grzbiecie widoczny jest rząd żółtobiałych plam. Żywią się liśćmi wierzby i topoli. Zimują gąsienice i jaja. Na przedwiośniu zimujące gąsienice zaczynają żerowanie na pączkach liści. Po zakończeniu żerowania gąsienica otacza się delikatnym oprzędem, poczwarka rozwija się w szczelinach kory, na gałązkach lub między liśćmi.